# Leipziger Lerche

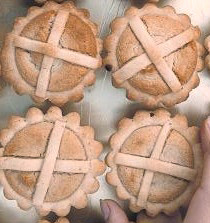
Leipziger Lerche.

La Leipziger Lerche es una especie de torta o pastel muy tradicional de la ciudad y alrededores de Leipzig siendo una especialidad que identifica a la ciudad. El nombre proviene del de un pájaro, la alondra común (Alauda arvensis) , (Feldlerche en alemán) de la familia de los 'Alaudidae'. Hoy en día ya no se sirve con pajarito asado en su interior debido en parte a la prohibición que se hizo de su caza en el siglo XIX y en su lugar se sirve como una torta con un contenido aromático a base de ron y pasta de almendras, en las mejores pastelerías de Leipzig se sirve el interior con una masa que recuerda en su forma a un 'pajarito' y que suele pesar unos 90 gr.

## Historia
En los siglos XVII y XVIII era costumbre popular cazar en los bosques unos pájaros cantores y servirse posteriormente para comer, la costumbre era muy popular en los valles del Weiße Elster, en el valle del Parthe, etc. todos ellos sitios de Sajonia. Los pajaritos se cocinaban (generalmente se asaban con hierbas aromáticas) y se 'vestían' con una masa para ser servidos todo junto en forma de torta. 
La población de estos pájaros cantores fue disminuyendo desde el año 1720 y es bien conocido que solo en el mes de octubre se llegaban a capturar cerca de 404 340 pájaros. La captura de estas aves se abandonó en el siglo XIX debido a las fuertes penas impuestas a los cazadores y a la presión de las sociedades protectoras de animales. La prohibición de su caza fue impuesta por Alberto I de Sajonia en el año 1876.